# Veul Gère
Veul Gère is een Tilburgse carnavalsvereniging, die landelijke bekendheid kreeg vanwege hun jaarlijkse carnavalsnummer. De naam betekent 'veel graag', uitgesproken als 'vulgaire'.
Het is tevens een woordspeling op "vulgair" wat een synoniem is voor onbeschaaft, plat of ordinair.

## Historie
In 2006 werd de vereniging opgericht door een groep van elf vrienden uit Tilburg. De eerste single, De kroegentocht, was de eerste single die op grote schaal werd uitgegeven. De single werd gelijk opgepakt door het televisieprogramma 3 Uurkes Vurraf van Omroep Brabant en bij Rijk en van Brabant op Radio 8FM. Van 2008 tot 2012 werd Veul Gère versterkt met de Tilburgse volkszanger Peter Smulders.
In 2010 werd de single De Zit Wel Snor uitgebracht, op de melodie van de kermisattractie kamelenrace. In het nummer worden onder meer de snorren van Sinterklaas, Ted de Braak, Chiel Montagne, Hulk Hogan en Johan Derksen geëerd. Het nummer werd onder andere door RTL Boulevard opgepakt.
In 2013 besloot Veul Gère met een andere artiest samen te werken: met Clown Bassie werd de Bassie en Adriaan-klassieker Onze Auto Rijdt Op Alcohol nieuw leven ingeblazen. De clip werd samen met Bassie opgenomen en door Bassie geproduceerd.
In 2014 kwam De Gròzzie van Mèn Buurvrouw uit, een cover van het lied A garagem da vizinha (De garage van mijn buurvrouw) uit 1986 van de Portugese zanger Quim Barreiros. Het nummer won bij het radioprogramma van Giel Beelen de prijs voor minst slechte carnavalsnummer. Het nummer werd tweede bij 'Kies Je Kraker' van Omroep Brabant.
In 2016 won Veul Gère wederom de prijs voor minst slechte carnavalsnummer van Giel Beelen, met Wa Trèkte Aon?!. Het nummer werd tweede bij 'Kies Je Kraker' van Omroep Brabant.
In 2019 won de formatie met het nummer Stripke Veur de 'Kies je Kraker'-verkiezing van Omroep Brabant.
In 2020 dacht Veul Gère de winst van de Kies je Kraker verkiezing al binnen te hebben. De Tilburgse carnavalsact plakte een grote sticker met ‘winnaar’ op zijn bus. Lamme Frans ging er echter met de winst vandoor.
In november 2020 maakte Veul Gère een troostlied voor alle carnavalsvierders van Nederland. Het lied, dat gezamenlijk met andere artiesten werd gezongen, moest in onzekere carnavalstijden vooral troost bieden. En carnaval verbroedert. Onder de gezamenlijke artiestennaam 'Niet altijd rozengeur' werd gezongen door zo'n 25 carnavalsartiesten, onder meer Veul Gère, Lamme Frans, De Deurzakkers, Ferry van de Zaande, Vieze Jack, Sjpringlaevend, en Niek en Danny. Het liedje Doorgaon was een remake van het liedje Doorgoon van Sjpringlaevend.
In 2023, 2024 en 2025 werden eigen concerten in poppodium 013 in Tilburg gegeven.

## Discografie
| Jaar | Titel                                               | Met                                                        |
| ---- | --------------------------------------------------- | ---------------------------------------------------------- |
| 2006 | Elke Avond Schrobbeler                              | -                                                          |
| 2007 | Charona doe mij een Corona                          | -                                                          |
| 2008 | Kroegentocht                                        | Peter Smulders                                             |
| 2009 | Doe de Doedelzak                                    | Peter Smulders, DJ Coenio                                  |
| 2010 | De Zit Wel Snor                                     | Peter Smulders                                             |
| 2011 | D'n elfde van de Raad                               | Peter Smulders                                             |
| 2012 | Mag ik vanavond mee?!                               | Peter Smulders                                             |
| 2013 | Onze auto rijdt op alcohol                          | Clown Bassie                                               |
| 2014 | De Gròzzie van Mèn Buurvrouw (Derin, deruit)        | Ferry van de Zaande                                        |
| 2015 | Speciaole Friekendèl                                | Ferry van de Zaande, Fred van Boesschoten                  |
| 2016 | Wa Trèkte Aon?! (Meej Carnaval!)                    | -                                                          |
| 2017 | Liever schuin erin dan recht d´r neffe              | -                                                          |
| 2018 | Solo                                                | -                                                          |
| 2019 | Alles kan Kapot: Official Waailand Feest!val Anthem | Buren van de Brandweer                                     |
| 2019 | Strikpke Veur                                       | -                                                          |
| 2020 | Doargaon!                                           | Niet altijd Rozengeur                                      |
| 2020 | Un Lekker Delleke                                   | -                                                          |
| 2021 | Ik klap erop                                        | Rob Janssen en Wijnand Speelman als Partij voor de Vrijdag |
| 2023 | Ik bloei wir op!                                    | -                                                          |
| 2023 | 't Lèste Uur                                        | -                                                          |
| 2024 | Carnaval is het mooiste wat er is                   | Sam de Vries                                               |
| 2024 | Vrij Dáánse! (we doen de hoempapa)                  | -                                                          |
| 2024 | CARNAVALLEN! (met z'n allen)                        | Henny Huisman                                              |
| 2025 | Deur de achterdeur                                  | -                                                          |
| 2025 | Shotje, Baco, Biertje                               | Gullie                                                     |